# Cronologia de la ràdio en català
A Catalunya i al Principat d’Andorra, a diferència d'altres territoris de llengua catalana, les ràdios estatals espanyoles Ràdio Nacional d’Espanya, COPE, Europa FM, Hit FM, Kiss FM, Loca FM, Els 40 Principals, Els 40 Classic, Els 40 Dance, Onda Cero, Cadena Dial, Ràdio 3, Ràdio 5, Melodia Fm, Radio Marca, Cadena 100, Rock FM, Xtra FM, i la Cadena SER tenen programació en català. En l’actualitat, la programació en català a les ràdios s'estén per tot el món, tot i que no sempre ha sigut així.

## Cronologia
- 1902 El valencià sogorbí Julio Cervera Baviera realitza la primera transmissió de veu sense fils al món, entre Xàbia i Eivissa.[1][2]
- 1906 Primera emissió radiofònica al món, a Massachusetts, el 24 de desembre.
- 1920 El 20 d’agost es crea la primera emissora radiofònica al món, la WWJ, a Michigan.
- 1921 El 24 de desembre es crea la primera emissora radiofònica a França i a Europa, Radio Tour Eiffel, de la companyia pública PTT (Postes, télégraphes et téléphones).[3][4]
- 1922 Al març es crea Radio Lyon-La Doua, inaugurada el 19 d’octubre, a Lió, de la companyia pública PTT.[5][6]
- 1922 El 30 de setembre es crea Radio Lausanne.[7][8]
- 1922 El 18 d’octubre es crea la British Broadcasting Company.
- 1922 El 6 de novembre es crea a França l'emissora radiofònica Radiola, substituïda al 1924 per Radio-Paris, cessada al 1944, tot i que els seus estudis van ser agafats per la Radiodiffusion de la Nation Française, actual France Culture.
- 1923 S'inaugura Ràdio Ibèrica (EAJ-6), primera emissora de ràdio a l'estat espanyol i embrió de l'actual Cadena SER, tot i que no va ser legalitzada fins al 1924.
- 1924 S'inaugura EAJ-1, futura Ràdio Barcelona de la Cadena SER el 14 de novembre, primera emissora de ràdio que va ser legalitzada a l'estat espanyol.
- 1925 S'inauguren a Catalunya Ràdio Catalana (EAJ-13) i Ràdio Reus (EAJ-11). A ValènciaRàdio Levante (EAJ-24), que només va emetre uns quants mesos; d'altra banda, va existir una altra Ràdio Levante durant la guerra civil.[9]
- 1928 S'inicien les emissions de L'hora catalana a Ràdio Prieto, a l'Argentina el 4 de novembre.[10][11]
- 1930 Es funda EAR-157, emissora d’ona curta en català, propietat de l'Associació Nacional de Radiodifusió, el 20 de novembre.[12]
- 1930 Es funda RAC EAJ-15 el 30 de març.
- 1930 A l’agost cessen les emissions d'Unión Ràdio Catalana EAJ-13.
- 1931 El 15 d'abril, el president de la república catalana, Francesc Macià, signa el decret d'autorització d'emissió de la televisió de Ràdio Associació de Catalunya. RAC i la Generalitat de Catalunya col·laborarien en aquest projecte.[13][14]
- 1931 Es funda EAJ-3 el 10 de setembre.[15][16][17][18][19]
- 1931 Es funda EAJ-30 Ràdio Ontinyent al novembre.[20]
- 1931 L'1 de març L'hora catalana s'estén a Montevideo, a l'Uruguai.[21]
- 1931 S'inicien les emissions de les Hores de Ràdio Catalanes a L'Havana, a Cuba, el 5 d'abril.[22]
- 1932 El 21 de maig es realitza la primera emissió fototelegràfica o emissió de fotos a través de la ràdio a RAC, com a predecessor de la televisió pública de RAC, que havia d'inaugurar-se abans de la fi del 1936.[23]
- 1932 Ràdio València emet els Jocs Florals en valencià.[24]
- 1932 El 14 d’abril es crea EAQ Radiodifusión Iberoamericana, emissora en ona curta que emet un programa en català a partir del 1933, amb la col·laboració de Ràdio Associació de Catalunya.
- 1933 El 5 de febrer s'inaugura EAJ-31 Ràdio Alacant, on Enric Valor presentava el programa en valencià Parla ara.[25]
- 1933 El 24 de febrer s'inaugura EAJ-14 Ràdio Castelló.[26]
- 1933 Fundació de Ràdio Mallorca EAJ-13 el 10 de novembre.
- 1933 El 8 de desembre s'inaugura EAJ-23, reanomenada Cadena SER Ràdio Gandia al 1952.[27]
- 1933 Comencen les emissions de Ràdio Miramar EAJ-39, Ràdio Girona (EAJ-38) el 10 de desembre, Ràdio Tarragona (EAJ-33), Ràdio Sabadell (EAJ-20), Ràdio Terrassa (EAJ-25), Ràdio Vilanova (EAJ-35) i Ràdio Manresa.
- 1934 Naixen Ràdio Lleida (EAJ-42) i altres ràdios, això farà que fins a l’any 1936, de les 363 ràdios existents a l'estat espanyol, 133 siguin catalanes.[28]
- 1934 El 14 de febrer s'inaugura EAJ-54 a Alzira, reanomenada Cadena SER Ràdio Alzira al 1940, que emetrà fins al 1991, any que es tanca i n'assumeix les funcions Ràdio Alzira, primer, i, després, al 1995, Alzira Ràdio.[29]
- 1935 Ràdio València comença el seu primer programa en valencià, La mig’hora dels autors valencians, i emet obres de teatre en valencià.
- 1935 El programa L'hora catalana s'estén a Santiago de Xile.[21]
- 1936 Naix d'ECN-1 Ràdio CNT-FAI, que emetrà des del 28 d’agost fins al juny del 1937.[30]
- 1936 Naix Ràdio PSUC-1, que comença a emetre el 21 de setembre.
- 1936 Naix Ràdio POUM ECP-2, que comença a emetre el 22 de setembre.
- 1937 Al març neix Ràdio Veritat, patrocinada per Francesc Cambó, a Roma; emetrà fins que les tropes franquistes ocupin Barcelona al gener de 1939.[31]
- 1939 Les tropes franquistes arriben a Barcelona i el 26 de gener RNE arriba a Catalunya.[32]
- 1939 El 7 d’agost comencen les emissions de Ràdio Andorra en català, castellà i francès, però ràpidament el català serà eliminat de la programació.
- 1939 Comencen les emissions en castellà, català, gallec i eusquera de Ràdio Moscou, a Moscou, que duraran fins al 1977.
- 1939 El 25 de desembre la ràdio XEW, de Mèxic, emet un programa en català per recordar la mort de Francesc Macià.[33]
- 1941 El 22 de juliol comencen les emissions de Radio España Independiente-Estación Pirenaica en castellà, eusquera, gallec i català.[34]
- 1941 Amb motiu de la Diada, l'11 de setembre la XEW, de Mèxic, emet diversos programes en català.[33]
- 1942 Fins al 1945 s'emeten programes de propaganda de l’’Office of War Information’ en català a l'NBC Radio i a la CBS Radio als Estats Units, patrocinats pel Centre Nacionalista Català de Nova York.[35]
- 1942 Per Nadal, la BBC emet cançons nadalenques en català.
- 1943 El 12 de setembre finalitzen les emissions de L'hora catalana a Montevideo, a l'Uruguai.[33]
- 1943 L'emissora clandestina Per Catalunya emet una vegada a la setmana els programes en català de Ràdio Pirineus (Radio Pyrénées).[36]
- 1944 El 23 d’abril la BBC comença el primer programa bilingüe castellà-català.
- 1944 L'emissora privada Ràdio Tolosa Número 1 (Radio Toulouse Numéro 1) emet alguns programes en català, sota el títol Aliança Catalana, i en castellà, sota el títol Unión Nacional.[36]
- 1944 A l’octubre Radio Toulouse-Pyrénées, emissora de la Radiodiffusion Nationale Française, emet programes d’agitació en català i en castellà durant algunes setmanes.
- 1944 S'amplien les emissions en català a Santiago de Xile amb el programa Catalunya al servei de la democràcia.[33]
- 1944 Al març, s'inicien les emissions del programa Catalunya Parla, a Ràdio Salas i Ràdio Universal de l'Havana, a L'Havana, a Cuba.[22][37]
- 1945 Al juny se suspenen les emissions de Catalunya Parla, a Cuba.
- 1945 Al maig, desapareix el programa Catalunya al servei de la democràcia, a Santiago de Xile, i s'emet el programa Per Catalunya fins al març del 1946.[38]
- 1945 S'inicien les emissions de L'hora catalana a Caracas, a Bolívia.
- 1945 S'emet el primer programa valencià fet des de l'estranger, La veu de València, a L'Havana.[37][33]
- 1945 Ràdio Perpinyà-Rosselló, l'emissora de la Radiodiffusion Française (RDF), comença les seves emissions en català.[39][40][41][42]
- 1945 Al juny Pau Casals pronuncia unes paraules en català a la BBC.[43]
- 1945 El 9 de novembre Josep Trueta parla en català a la BBC.
- 1946 El Front Nacional de Catalunya engega Ràdio Catalunya Independent a Perpinyà, que emetrà entre el maig i el juny.[44]
- 1947 Es reprenen durant uns mesos les emissions de Catalunya Parla, al Circuit Radial Cubà, a Cuba, amb emissions bilingües català-castellà.[37]
- 1947 El President de la Generalitat de Catalunya, Josep Irla, s'adreça diverses vegades al públic en català, entre els mesos de juny i juliol, des de Radio Paris, actual Radio France Internationale, de Radio France.[34]
- 1947 El 7 d’abril la BBC comença l'emissió del Catalan Programme (en català), l'Spanish Programme (en castellà), el Galician Programme (en gallec) i el Basque Programme (en eusquera).[45][46] El programa s'emet cada tres setmanes, primer des de les 23:45 fins a les 00:15, després des de les 22:00 fins a les 22:45 i, finalment, des de les 21:05 fins a les 21:45 hores.
- 1947 Partits comunistes impulsen programes en català a Mèxic, que tindran molt poc èxit.[38]
- 1948 S'aturen les emissions de L'hora catalana a Caracas.[38]
- 1948 L'abadia de Montserrat engega una emissora d'ona curta per tal d'emetre les cerimònies litúrgiques. Les homilies es fan en català i la resta de la cerimònia, en llatí.[47]
- 1948 Ràdio Belgrad realitza emissions en català durant uns mesos.
- 1949 Ràdio Praga, a Praga, realitza emissions en català fins al 1952.
- 1949 Es reprenen les emissions en català a Ràdio Andorra durant uns mesos.
- 1949 S'inaugura la delegació d'RNE al País Valencià.
- 1950 Ràdio Budapest realitza emissions en català durant dos anys.
- 1950 Ràdio Moscou reprèn les emissions en català.
- 1950 Es reprenen les emissions de L'hora catalana a Santiago de Xile de manera efímera.[38]
- 1952 EL 21 d'abril es reprenen les emissions de L'hora catalana a Caracas.[38]
- 1957 Finalitzen les emissions del Catalan Programme i les altres emissions espanyoles de la BBC Radio.
- 1957 Ràdio Perpinyà-Rosselló comença a emetre el programa Aires del Canigó al mes d'octubre.[48]
- 1958 El 9 de març, a les 22:00 hores, comencen les emissions quinzenals del programa París, folgar de la cultura catalana, emés en català a Ràdio París.
- 1958 Comencen les emissions evangèliques en català a Ràdio Tànger, per un curt període.
- 1959 Comencen les emissions en català a Andorràdio, amb programació majoritàriament en francés, que havia estat inaugurada el 1958, per tal de contrarestar Ràdio Andorra, que no tenia programació en català des del 1949.
- 1959 Comencen les emissions en català de Ràdio Popular de Mallorca, on Francesc de Borja Moll realitzava un programa de rondalles[49]
- 1959 Comencen les emissions en català a Ràdio Pequín, actual Ràdio Internacional de la Xina, a la Xina, que van emetre música catalana fins al 1961.
- 1960 Andorràdio és reanomenada Ràdio de les Valls d’Andorra (en francès, Radio des Vallées d’Andorre), i inclou el castellà a la seva programació.
- 1961 Ràdio de les Valls d’Andorra és reanomenada Ràdio de les Valls-Andorra 1 (en francès, Radio des Vallées-Andorre 1).
- 1962 Ràdio Barcelona emet obres teatrals en català.
- 1962 Ràdio Espanya de Barcelona emet l'espai Què sabem de Catalunya?, d'una durada de deu minuts diaris.
- 1963 El 23 de maig, La Voz de Levante, propietat de la ‘REM’, inaugurada com a 'Radio Alerta' al 1949,[50] emet el programa Atenea, amb la secció en valencià Parlem bé, que comptava amb la col·laboració d'Enric Valor, i s'emetia cada dijous a les 23:00 hores.[24]
- 1963 Al novembre, Ràdio Popular de Catarroja, emet el programa en valencià Un lloc per a València, presentat per Enric Valor, i que comptava amb el patrocini de Lo Rat Penat.[24]
- 1964 Finalitza la programació en català a Ràdio París.
- 1964 Ràdio Barcelona torna a emetre programes en català.
- 1964 A partir del 15 de juliol, Ràdio de les Valls-Andorra 1 comparteix la seva freqüència amb Ràdio Monte-Carlo (RMC), de la mateixa companyia, SOFIRAD, la qual cosa l'obliga a reduir la seva programació.[51]
- 1964 RNE inicia la programació en català a Catalunya.
- 1965 Ràdio de les Valls-Andorra 1 torna a agafar la seva freqüència durant tot el dia.[52]
- 1966 Ràdio de les Valls-Andorra 1 canvia el seu nom pel de Sud Ràdio, i abandona les seves emissions en castellà.[53][54][55]
- 1968 Comencen les emissions evangèliques en català a Ràdio Transmundial TWR, a Mònaco, que durarien fins al 9 de juliol de 1975.
- 1968 Ràdio Joventut (CAR) de Barcelona emet el programa en català Barcelona internacional, conduït per Àngel Casas.[56]
- 1969 Ràdio Popular de Vila-real emet el programa Nosaltres, els valencians, amb una duració de 30 minuts, que s'emetia dos o tres dies a la setmana.[24]
- 1974 La programació en català comença a escoltar-se a RNE a Catalunya.[32]
- 1974 L’1 d’agost el centre regional de RNE al País Valencià estrena el seu primer programa en valencià, De dalt a baix, dirigit per Amadeu Fabregat, que s'emetia a Ràdio Peninsular.[57][58]
- 1975 Amb la desaparició de l'ORTF, Ràdio Perpinyà-Rosselló canvia el seu nom a FR3 Ràdio Rosselló, depenent de la xarxa de ràdio de la televisió d'FR3.[59][60]
- 1975 Es reprenen les emissions en català a Ràdio Andorra el 16 de desembre.
- 1975 Es reprenen les emissions en català a Ràdio Miramar de Badalona EAJ-39.
- 1975 El 9 de juliol Ràdio Transmundial TWR de Mònaco deixa d’emetre en català.
- 1976 El 8 de setembre Ràdio Olot és la primera emissora a emetre íntegrament en català des de la Guerra Civil espanyola.
- 1976 Naix el 13 de desembre la primera cadena pública d'RNE en català, Ràdio 4, exclusivament per Catalunya. L'emissora va començar les proves d'emissió el 10 de novembre.
- 1976 Fi de les emissions en català de Ràdio Espanya Independent.[56]
- 1977 Fi de les emissions de Ràdio Moscou en català.
- 1977 Fi de les emissions de Sud Ràdio en català.[61] A l'inici i al final de la programació es continuen fent salutacions en català.[62]
- 1978 Naix Radiocadena Española amb la fusió de tres cadenes del moviment franquista, REM, CAR i CES.
- 1978 Comença a emetre en proves Ona Lliure.[63]
- 1979 El 4 d'abril emet, per primer cop i de manera estable, Ona Lliure. És considerada la primera ràdio lliure dels Països Catalans i d'Espanya.[64][65]
- 1979 Comencen les emissions de la primera ràdio municipal catalana, Ràdio Arenys, el 8 de setembre.
- 1979 Amb la fi de les emissions de Ràdio Peninsular d'RNE al País Valencià, el programa De dalt a baix passa a emetre's al Primer Programa d'RNE.[66]
- 1980 Inici de les emissions de la ràdio municipal catalana Ràdio Sant Boi.
- 1981 El 9 de març comencen les emissions de Ràdio Pica.
- 1981 Ràdio Andorra cessa les seves emissions el 3 d’abril.
- 1981 Ràdio Peninsular d'RNE cessa les seves emissions a tot Espanya, però és reanomenada Ràdio 5 a Catalunya, l’antecessora de RNE 5 amb programació en català, sent el segon canal públic d'RNE exclusiu per a Catalunya.[32][67][68]
- 1981 Ràdio Arrels comença les seves emissions a la Catalunya Nord el 28 de maig.
- 1981 De dalt a baix canvia el seu nom pel de Ara i ací.[69]
- 1981 Al desembre Ethnic Radio 4EB (Ràdio Ètnica de Queensland), a Brisbane, a Austràlia, comença a emetre en català.[70]
- 1981 Al setembre s'inicien les emissions de Ràdio Occitània, amb un programa en català, anomenat La Veu dels Països Catalans, que s'emet de dilluns a divendres de 17:00 a 18:00 hores, i de 22:00 a 23:00 hores.[71][72][73]
- 1982 S'anuncia la posada en marxa de Catalunya Ràdio i es constitueix l'empresa Ràdio Associació de Catalunya.
- 1982 Comencen les emissions de Ràdio Music Club, actual Punt 6 Ràdio a Reus.
- 1982 Comencen les emissions de Ràdio Tele-Taxi, amb programació en català i castellà.
- 1982 El 26 de març comencen les emissions de la ràdio anarcosindicalista Ràdio Klara a València.
- 1982 FR3 Ràdio Rosselló canvia el seu nom a Ràdio França Rosselló,[74] que emet en freqüència compartida amb la ràdio musical France Modulation, creada a París especialment per a plenar les hores en què les ràdios locals de Radio France no tenien programació pròpia.
- 1982 El 4 de juny s'inicien les emissions de Ràdio Cornellà, des de Cornellà de Llobregat i després d'un any de proves.[75]
- 1982 El 29 de maig es cancel·la el programa De dalt a baix, emés per RNE al País Valencià.[76]
- 1982 Posada en marxa de Catalunya 80, associada a Radio 80-Cadena 80, el 7 de setembre.[77]
- 1983 El 17 de febrer, s'inicien les emissions d'Antena 3 Ràdio a Catalunya, amb emissions en català.[78][79]
- 1983 Posada en marxa d'Antena 3 Segon Canal, que només emet a Catalunya, el 13 de maig.[80][81]
- 1983 Posada en marxa de Catalunya Ràdio el 20 de juny.
- 1983 Al País Valencià, Radiocadena Espanyola, sota la direcció d'Amadeu Fabregat, es converteix en emissora autonòmica i comença a operar sota el nom de Ràdio Cadena Valenciana, comptant amb indicatius i programes en valencià, com De dalt a baix, que torna a emetre's des del mes juliol amb el seu nom original.[82][83][84][85]
- 1983 Al setembre, Ràdio Transmundial TWR de Mònaco torna emetre en català, amb el programa Aquell camí oblidat.
- 1983 Comencen les emissions de la Cadena 13 el 12 de desembre, la primera emissora privada en català.
- 1983 Ràdio Arrels obté l’autorització d’emetre el 20 de desembre.
- 1984 Ràdio Andorra torna a emetre des del 4 de gener fins al 7 d’abril, en castellà i català, ara sent propietat de l'empresa PROERSA.[86]
- 1984 La primera Ràdio 5 cessa definitivament les seves emissions el 30 de juny.
- 1984 RAC comença les seves emissions, com a segon canal de ràdio de la CCRTV.
- 1984 Antena 3 Ràdio passa a ser Radio 80 Serie Oro; Catalunya 80, havent-se de la Cadena 80 (Radio 80), va prendre l'indicatiu Ràdio Nova (Cadena Ràdio Comarques), i més tard esdevindria Ràdio Popular de Barcelona (Cadena COPE) i avui COPE Catalunya i Andorra.
- 1984 Comencen les emissions d'Intervalència Ràdio, reanomenada 97.7 València al 1992, a través de les ones de l'antiga Radio Intercontinental, però com a ràdio jove i de progrés, i amb programes en castellà i valencià.
- 1984 El 30 de setembre L’hora catalana cessa definitivament les seves emissions.
- 1985 Comencen les emissions en català, gallec i euskera de Ràdio Exterior d’Espanya el 4 de febrer.[87]
- 1985 Al març comencen les emissions d'Ona Popular de Sants.
- 1985 El segon canal de ràdio d'Antena 3 Ràdio, que només emetia a Catalunya, es converteix breument en Antena 3 Segundo Canal Serie Oro el dia 1 de febrer.[88]
- 1986 Comencen les emissions de Ràdio Valira a La Seu d'Urgell, per al Principat d’Andorra.[89]
- 1986 La Cadena 13 és reanomenada Cadena 13-Ràdio Barça.[90]
- 1986 Sud Ràdio deixa definitivament Andorra i deixa d'emtre les salutacions en catlà i l'himne andorrà, transformant-se en emissora regional del sud de França.[91][92]
- 1987 Posada en marxa de Catalunya Música el 10 de maig.
- 1987 Antena 3 Ràdio i Radio Exprés, a Elx, s'associen sota el nom Radio Exprés-Antena 3 fins al 1992.[93]
- 1987 Posada en marxa de la Cadena COPE Catalunya i Andorra, amb programes en català.
- 1987 El 27 de setembre la Belgische Radio- en Televisieomroep (BRT) comença l'emissió de dos programes en català, Més DX, i Retalls DX, de 10 minuts cadascun.
- 1988 RAC canvia el seu nom pel de RAC 105.
- 1988 Es funda l'empresa Ràdio Autonomia Valenciana.
- 1988 Ràdio França Rosselló emet 13 hores de programació local.[59][94][95]
- 1988 El 18 de juny s'inicien les emissions en català de Radio 3ZZZ (3 Triple Zed), impulsades per Josep Viñas, a Melbourne, que duren fins al 2002.[96]
- 1988 El 15 de novembre Ràdio Moscou, a Moscou, torna a emetre en català fins l’agost del 1991.[97]
- 1989 Ràdio Budapest realitza emissions en català durant sis mesos.
- 1989 Les emissores públiques catalanes, Catalunya Ràdio, RAC i Catalunya Música arriben a les Illes Balears.[98]
- 1989 Comença a emetre a Alcoi Ràdio 7, la primera ràdio evangèlica valenciana, que compta amb programació en castellà i valencià.[99]
- 1989 Ràdio 4 comença a emetre per tot el territori espanyol, tret de Galícia, on havia començat al 1985, realitzant també les seves emissions en català al País Valencià i les Balears, a través d’una part de les freqüències[100] de Radiocadena Española. Durant aquests anys, les emissores de Ràdio 4 a Catalunya, el País Valencià i les Illes Balears produïen part de la programació conjuntament i, a més, Ràdio 4 també produïa programes musicals en col·laboració amb Ràdio França Rosselló.[101]
- 1989 Fi del programa De dalt a baix al mes de juny, després de 15 anys en antena, amb la fi definitiva de Ràdio Cadena Valenciana.[102]
- 1989 Comencen les emissions de Canal 9 Ràdio el 2 de setembre en proves, i les oficials el 2 d’octubre.
- 1989 El 25 de desembre, Ràdio Transmundial TWR de Mònaco deixa definitivament d’emetre en català.
- 1989 La Belgische Radio- en Televisieomroep (BRT) cessa les seves emissions en català.
- 1990 Inici de les emissions de Radio Levante i Radio Información, lligades a la Cadena TOP 40, i propietat del Grupo Moll, sent aquestes les seues primeres experiències radiofòniques.[9]
- 1990 La Cadena 13-Ràdio Barça és venuda a la COPE i reanomenada Popular FM, amb un nom similar a l’antic nom de la COPE, Radio Popular. La cadena va ser reanomenada al 1992 Cadena Cien.[90]
- 1990 El 8 de setembre comencen les emissions de la nova Ràdio Andorra, aquesta vegada exclusivament en català.
- 1990 El 8 de novembre, a proposta d'Esquerra Republicana de Catalunya, el Parlament de Catalunya aprova la creació d'una Ràdio Exterior de Catalunya, que finalment no es va dur a terme.[103]
- 1991 Ràdio 4 cessa les seves emissions a tot el territori espanyol, exceptuant l'emissora andalusa, que roman fins a la fi de l'exposició de Sevilla, i la catalana, que encara existeix.
- 1991 Amb la fi de l'experiència de Ràdio 4 al País Valencià i la reestructuració d'RNE, l'històric programa De dalt a baix torna a emetre's, aquesta vegada a RNE 1, fins a finals del 1993.[104]
- 1991 El 15 de gener comencen les emissions de Contrabanda FM.
- 1991 Comencen les emissions d'Onda Cero a través de la freqüència d'Onda Rambla, amb programació en català.
- 1992 Posada en marxa de Catalunya Informació l'11 de setembre, pionera a l'estat espanyol.
- 1992 Comença l'emissió de Flaix FM l'1 de juny.
- 1992 En coincidència amb els Jocs Olímpics de Barcelona, entre el 15 de juliol i el 10 d'agost, com van fer Televisió de Catalunya i TVE amb el Canal Olímpic, RNE canvia el nom de Ràdio 4 pel de Ràdio Olímpica, amb emissió en 12 idiomes[105]
- 1992 Comença l'emissió de Ràdio Flaixbac l'1 de novembre.
- 1993 Fi definitiva del veterà programa valencià De dalt a baix, presentat per Toni Mestre.
- 1994 Es funda la ràdio religiosa Ràdio Estel el 28 d'octubre.
- 1994 Naixement de la segona ràdio pública del Principat d’Andorra, Andorra Música.
- 1995 Comencen les emissions de COM Ràdio l'1 de març.
- 1996 Al País Valencià, desaparició de Radio Levante i Radio Información.
- 1997 Comencen les emissions d'Andorra 1 a Andorra l'1 de desembre.[106]
- 1998 RAC 105 deixa de ser pública i la seva gestió torna a Ràdio Associació de Catalunya.
- 1998 Inici de les emissions de Ràdio Jove, a Mallorca, el 29 de gener.
- 1998 Inici de les emissions de Ràdio Principat, associada a Ràdio Estel, el 2 de març.
- 1998 Comencen les emissions d'Ona Catalana el 27 d’abril.
- 1999 Es crea Catalunya Cultura en substitució de RAC 105, com a cadena pública.
- 1999 El 15 de novembre comencen les emissions d'Ona Música, la segona ràdio d'Ona Catalana.[107]
- 2000 L'ORTA desapareix i és substituïda per la Ràdio i Televisió d'Andorra.[106]
- 2000 Comença l'emissió de RAC 1 com a ràdio privada generalista l'1 de maig.
- 2000 Comencen les emissions de Som Ràdio, a Mallorca, l'1 de setembre.
- 2000 El 4 de setembre Ràdio França Rosselló és reanomenada França Blau Rosselló. La programació en català desapareix totalment, però les sintonies són, actualment, en català.[108]
- 2000 Comencen les emissions d'Ona Mallorca i d'Ona Andorra el 30 d'octubre.
- 2002 El 9 d’octubre s'inicien les emissions de Sí Ràdio.
- 2002 S'inicien les emissions del programa Paranà, per anar endavant, que s'emetia fins al 2017 a Radio Universidad de la UTN Regional Paraná 105,7, i actualment s'emet els diumenges al matí a la ràdio FM Costa Paraná 88.1, a la província d'Entre Ríos, a l'Argentina[109][110]
- 2003 Al febrer comença l'emissió de la Cadena SER Principat d’Andorra.[111]
- 2003 A l’agost, comença l'emissió de l'emissora musical Tot Ràdio a l'Horta Sud.[112]
- 2003 El 4 d’octubre torna a emetre ‘L’hora catalana’ a l'Argentina.[10]
- 2003 Cessen les emissions de Som Ràdio, a Mallorca, el 31 de desembre.
- 2004 El 26 de març comença a emetre IB3 Ràdio, la ràdio pública de les Illes Balears.
- 2004 Cessen les emissions de Ràdio Jove, a Mallorca, el 31 de desembre.
- 2005 El 12 de setembre s'inicien les emissions de Ràdio Esport, a València, amb programes en valencià i castellà.[113]
- 2006 El grup Editorial Prensa Ibérica compra la 97.7 València el 22 de febrer, sent aquesta la segona experiència radiofònica del grup.
- 2006 Catalunya Cultura és substituïda per ICat FM el 23 d’abril.
- 2007 El 3 de desembre COM Ràdio posa en marxa la segona ràdio de l'emissora, Latin COM.
- 2007 Catalunya Ràdio posa en marxa les emissores online temàtiques ICat Jazz, MusiCatles, Xahrazad, Mediterràdio i Tot Cat el 20 de desembre.
- 2008 Catalunya Ràdio posa en marxa l'emissora online temàtica Catalunya Clàssica el 18 de febrer.
- 2010 A l’abril, comencen les emissions de ‘Ràdio Matarranya’.
- 2010 Comencen les emissions de Som Ràdio, a Catalunya, el 31 d’agost.
- 2011 Posada en marxa online de les emissions de la segona ràdio d'IB3 Ràdio, IB3 Música.[114]
- 2011 Cessa l'emissió d'Ona Mallorca.
- 2012 Cessa l'emissió d'Ona FM.
- 2012 La ràdio algueresa Onda Stereo emet el seu primer programa en català, Onda algueresa.[115]
- 2012 Catalunya Ràdio cessa les emissores online temàtiques MusiCatles, Xahrazad i Mediterràdio, i posa en marxa ICat Trònica el 26 d’abril.
- 2013 Catalunya Ràdio posa en marxa les emissores temàtiques online ICat Món i ICat Rumba el 23 d’abril.
- 2013 Comencen les emissions de Digital Hits FM l'11 de setembre.
- 2013 Tancament de Nou Ràdio a les 00:49 hores del 29 de novembre, emetent a Internet fins les 02:30 hores, i tornant a emetre a la freqüència de Nou Sí Ràdio des de les 10:00 hores fins les 16:36 hores, hora en què tots els canals d'RTVV havien tancat definitivament.
- 2014 Comencen les emissions d'Ona Mediterrània, a les Illes Balears, el 7 de gener.
- 2014 Tancament de Catalunya Ràdio i Catalunya Informació al País Valencià a les 20:00 hores del 21 de gener.[116][117]
- 2014 Comencen les emissions de BTV Ràdio a Barcelona.
- 2014 Comencen les emissions de Ràdio Terra l'11 de setembre.
- 2015 El 2 de febrer Els 40 Principals comença les seues emissions en valencià, presentades per Clara Laguarda.[118][119][120]
- 2015 El 20 de febrer comencen les emissions de Ràdio Puigcerdà, a Puigcerdà.[121]
- 2015 L'1 de març comencen les emissions de VCF Ràdio, la ràdio del València Club de Futbol, en valencià i en castellà, com passa a Catalunya amb Ràdio Barça.[122]
- 2016 El 23 de maig comença l'emissió de SER Catalunya, diferent de Ràdio Barcelona, ja que és íntegrament en català.
- 2017 Al gener comença l'emissió d'Europa FM en valencià, conduïda per Javier Mendigacha.[123]
- 2017 Catalunya Ràdio cessa les emissores temàtiques online ICat Jazz, Tot Cat, ICat Trònica, ICat Món i ICat Rumba.
- 2017 El 13 de novembre comencen les emissions en proves d'À Punt Ràdio, i l’11 de desembre comencen les seues emissions oficials.
- 2018 Comencen les emissions de la segona emissora de la Cadena SER, SER+. SER+ València emet alguns programes en valencià.
- 2018 Fi de les emissions de Ràdio Principat, substituïdes totalment per Ràdio Estel.
- 2018 Comencen les emissions en català d'Els 40 Classic a Catalunya.
- 2018 L’11 de setembre comencen les emissions del programa Ràdio Catalunya-Itàlia, a Radio Roma Futura, a Roma[124]
- 2019 Catalunya Ràdio cessa l'emissora temàtica online Catalunya Clàssica.
- 2019 Cessen les emissions de Ràdio Terra, el 24 de juny.
- 2019 El 9 d'octubre s'inicien les emissions de Plaza Ràdio, propietat del diari digital Valencia Plaza, en freqüència compartida amb Ràdio Esport, amb espais en valencià i castellà. Emetia al 101.5 i al 91.4 de l'FM.[125]
- 2020 Comencen les emissions de Ràdio Amèrica Barcelona el 28 de febrer, per als catalans d'Amèrica, amb el model de L'hora catalana.[126]
- 2020 Després de 20 anys sense emissió en català, França Blau Rosselló torna a emetre en català amb la secció Parlem català.[127]
- 2021 El 26 d'abril les emissions de la ràdio 97.7 Ràdio València, que va arribar a ser líder al País Valencià, cessen després que Editorial Prensa Ibérica venguera l'emissora a Radio María.
- 2021 El 20 de setembre la ràdio valenciana 99.9, amb cobertura entre el Desert de les Palmes i el Montgó, i Plaza Ràdio es fusionen i formen l'emissora 99.9 Plaza Ràdio, amb espais en valencià i en castellà, deixant lliure la freqüència de Ràdio Esport i emetent al 101.5 i al 99.9 de l'FM.[128]
- 2022 Al setembre, França Blau Rosselló amplia la seva programació en català amb el programa El Periscopi, que s'emet els diumenges de 12:00 h a 13:00 h.[129]